# Đại Quang
Đại Quang is een xã in het district Đại Lộc, een van de districten in de Vietnamese provincie Quảng Nam.
Đại Quang ligt op de noordelijke oever van de Vu Gia.